# Ángel Peralta
Pour les articles homonymes, voir Peralta.
Ángel Peralta Pineda, dit Ángel Peralta, né à La Puebla del Río (province de Séville, Espagne) le 18 mars 1926 et mort le 7 avril 2018 à Séville, est un  rejoneador espagnol. Il compte parmi les meilleurs toreros à cheval de l'époque.

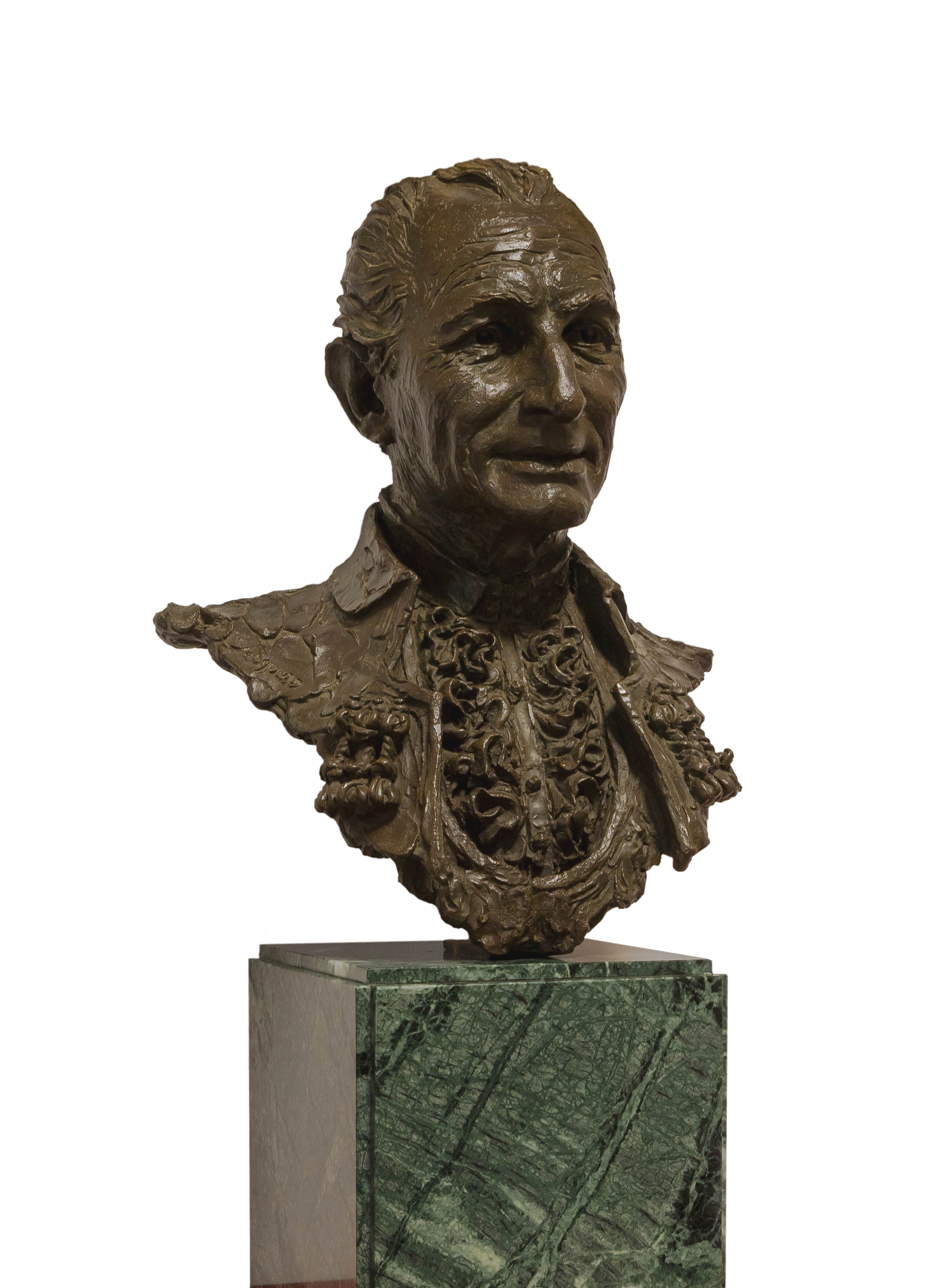
Ángel Peralta, buste en bronze, par Luis Sanguino, Real Maestranza de Séville (Espagne).

## Biographie

### Présentation
Maître d'équitation, Ángel Peralta participe pour la première fois à une corrida le 19 février 1945, à La Puebla del Río. Il se présente le 19 avril 1948 à Madrid face à un taureau de la ganadería de Molero dans une corrida mixte à laquelle participent également Morenito de Talavera Chico, Rafel Yagüe et Antonio Chaves Flores.

### Carrière et style
Le rejoneo d'Ángel Peralta se distingue par l'audace et la perfection de ses poses de banderilles, en particulier les banderilles courtes qui sont sa spécialité.
Ángel Peralta est aussi un intellectuel, sollicité pour donner des conférences en mars 1960 à l'Instituto de Cultura Hispánica (« Moi, le cheval et le taureau »). En 1961, il se produit à Berlin, en 1962, à Londres. Sa carrière est interrompue en 1967 par une lésion au bras droit, mais dès 1970, il monte un cartel composé de son frère Rafael Peralta, de Álvaro Domecq et de José Samuel Pereira Lupi.
En 1979, il remporte le trophée de la Real Maestranza de Séville. C'est une année de triomphe absolu pour ce cavalier qui coupe deux oreilles à Gérone.
Les succès s'accumulent pour lui jusqu'en 1983 où il remporte une nouvelle fois le trophée de la Real Maestranza. Cette saison-là, il participe à quatre-vingt-treize corridas, le plus souvent avec son frère Rafael.
À plus de soixante ans, il remporte encore de grands succès et partage les cartels avec une nouvelle génération de rejoneadors : João Moura, Luis Valdenebro notamment.
Après de graves blessures en 1990, il remonte en selle en 1992 pour une fête à Madrid à laquelle participent douze cavaliers, puis en 1993 à la Real Maestranza pour l'hommage qui lui est rendu et auquel participent Luc Jalabert et Jacques Bonnier.

## Distinction
En 2011, Ángel Peralta reçoit la médaille d'or du mérite des beaux-arts par le Ministère de l'Éducation, de la Culture et des Sports.

## Ouvrage traduit en français
- (es) El mundo del caballero y del toro, a cielo abierto, Peralta, 2012
  - (fr) Chevaux et taureaux à ciel ouvert, récits traduits de l'espagnol par Antoine Martin, avec la collaboration de Freddy Porte pour la révision et la réalisation du glossaire, coll. « Maîtres de l'équitation », éditions Au diable vauvert, 2015  (ISBN 9782846269254)